# Live at the Apollo (James-Brown-Album)
Live at the Apollo ist das erste Livealbum des US-amerikanischen R&B-Sängers James Brown. Das Album wurde am 24. Oktober 1962 im Apollo Theater in Harlem, New York City, aufgenommen und erschien im Folgejahr auf dem Label King Records. Die Musikzeitschrift Rolling Stone kürte Live at the Apollo zum besten Livealbum aller Zeiten.

## Entstehungsgeschichte
James Brown hatte ab dem 19. Oktober 1962 mit seiner Begleitband Famous Flames mehrere Auftritte im berühmten Theater von Harlem gebucht. Gleichzeitig wollte er dort erstmals seinen Auftritt konservieren lassen, um ihn als Livealbum anbieten zu können. Davon war sein Plattenchef Syd Nathan von King Records nicht begeistert, weil er nicht davon überzeugt war, dass sich ein Livealbum mit bereits bekannten Songs verkaufen lassen könne. Nathan verweigerte sogar die Finanzierung dieser Produktion, sodass Brown die Produktionskosten von US $ 5.700 aus eigenen Mitteln bestritt. A-1 Sound war die einzige Firma, die über transportable Aufnahmetechnik verfügte und die Soundtechnik im Theater für die Show am 24. Oktober 1962 installierte. Am sechsten Tag der Auftritte verlief die Show perfekt, und die Produzenten vor Ort waren zufrieden mit den Ergebnissen. Nicht aber Labelinhaber Nathan, für dessen Auffassung das Album nicht den Standards entsprach, die King Records sich gesetzt habe. Zudem habe Nathan die Gewinne ausschließlich mit Singles gemacht, nicht jedoch mit LPs, ließ er Brown wissen. Die Diskussionen, aber auch der Zusammenschnitt der Bänder, dauerten bis Januar 1963. Brown konnte jedoch schließlich den Labelboss umstimmen, indem er sich eine Zeit lang weigerte, Aufnahmen für King Records zu machen und stattdessen bei Smash Records veröffentlichte.

## Veröffentlichung und Erfolg

James Brown – Live at the Apollo

Als Live at the Apollo (K#826) wurde das Album schließlich im Januar 1963 veröffentlicht. Insbesondere Syd Nathan war gespannt, welches Musikstück die Radiostationen aus dem Album spielen würden. Wie sich herausstellte, hatte erstmals eine gesamte LP Airplay in den ansonsten singles-orientierten, überwiegend „schwarzen“ Radiostationen. Das Album kam am 28. Juni 1963 in die Billboard 200, also die amerikanischen Albencharts, in denen es mit Platz 2 seine höchste Platzierung erreichte. Es verblieb für 66 Wochen, also über ein Jahr, in den Charts und es wurden über eine Million Exemplare verkauft, was bis dato kein „schwarzes“ Musikalbum erreichen konnte. Gleichzeitig war es das erste Livealbum, das zum Millionenseller avancierte.
Live at the Apollo wurde erst am 10. Juli 1990 von Polydor nach aufwändiger Remastering-Technik erstmals auf CD veröffentlicht, weil die Masterbänder zunächst nicht auffindbar waren und erst 1989 wiederentdeckt wurden. Am 23. März 2004 erschien auf Polydor eine weitere Version des Albums mit Bonustracks.

## Titelliste
Seite 1
1. Introduction to James Brown and The Famous Flames by Fats Gonder – 2:04
2. I’ll Go Crazy (James Brown) – 1:42
3. Try Me (Brown) – 2:21
4. Think (Lowman Pauling) – 1:53
5. I Don’t Mind (Brown) – 2:35
6. Lost Someone, Pt. 1 (Brown, Bobby Byrd, Lloyd Stallworth) – 4:01

Seite 2
1. Lost Someone, Pt. 2 (Brown, Byrd, Stallworth) – 5:54
2. Medley: – 6:25

Please, Please, Please (Brown, Johnny Terry)
You’ve Got the Power (Brown, Terry)
I Found Someone (I Know It’s True) (Brown)
Why Do You Do Me (Byrd, Sylvester Keels)
I Want You So Bad (Brown)
I Love You, Yes I Do (Henry Glover, Sally Nix)
Strange Things Happen (Brown)
Bewildered (Teddy Powell, Leonard Whitcup)
Please, Please, Please (Brown, Terry)
1. Night Train (Jimmy Forrest, Oscar Washington) – 2:45

CD-Bonustracks
1. Introduction to James Brown and The Famous Flames by Fats Gonder – 1:48
2. I’ll Go Crazy (Brown) – 2:05
3. Try Me (Brown) – 2:26
4. Think (Pauling) – 1:57
5. I Don’t Mind (Brown) – 2:39
6. Lost Someone (Brown, Byrd, Stallworth) – 10:43
7. Medley – 6:26

Please, Please, Please (Brown, Terry)
You’ve Got the Power (Brown, Terry)
I Found Someone (I Know It’s True) (Brown)
Why Do You Do Me (Byrd, Keels)
I Want You So Bad (Brown)
I Love You, Yes I Do (Glover, Nix)
Strange Things Happen (Brown)
Bewildered (Powell, Whitcup)
Please, Please, Please (Brown, Terry)
1. Night Train (Forrest, Washington) – 3:28
2. Think (L. Pauling) – 2:00 (Single Mix, Radio Promo Version)
3. Medley – 2:10 (Single Mix)

I Found Someone (I Know It’s True) (J. Brown)
Why Do You Do Me (Byrd, Keels)
I Want You So Bad (Brown)
1. Lost Someone (Brown, Byrd, Stallworth) – 2:42 (Single Mix)
2. I’ll Go Crazy (Brown) – 2:16 (Single Mix)

## Rezeption
Gegenwärtig gilt Live at the Apollo als eines der besten Livealben und ist ein allgemein anerkannter Klassiker der populären Musik. Der Rolling Stone führt es auf Platz 25 der 500 besten Alben aller Zeiten, es ist damit das höchstplatzierte Livealbum in der Liste. Obendrein wurde es von dem Magazin auf Platz 1 der 50 besten Livealben gewählt. In der Auswahl der 500 besten Alben aller Zeiten des New Musical Express belegt Live at the Apollo Platz 125. Die Website Pitchfork wählte es auf Platz 7 der 200 besten Alben der 1960er Jahre. Das Magazin Time nahm Live at the Apollo in die Aufstellung der 100 wichtigsten Alben auf. Das Album gehört zu den 1001 Albums You Must Hear Before You Die.
Das Album wurde 1998 in die Grammy Hall of Fame und 2004 in die National Recording Registry der Library of Congress aufgenommen.